# Bairdia verdescens
Bairdia verdescens är en kräftdjursart som beskrevs av LeRoy 1943. Bairdia verdescens ingår i släktet Bairdia och familjen Bairdiidae. Inga underarter finns listade.